# Coluccio Salutati

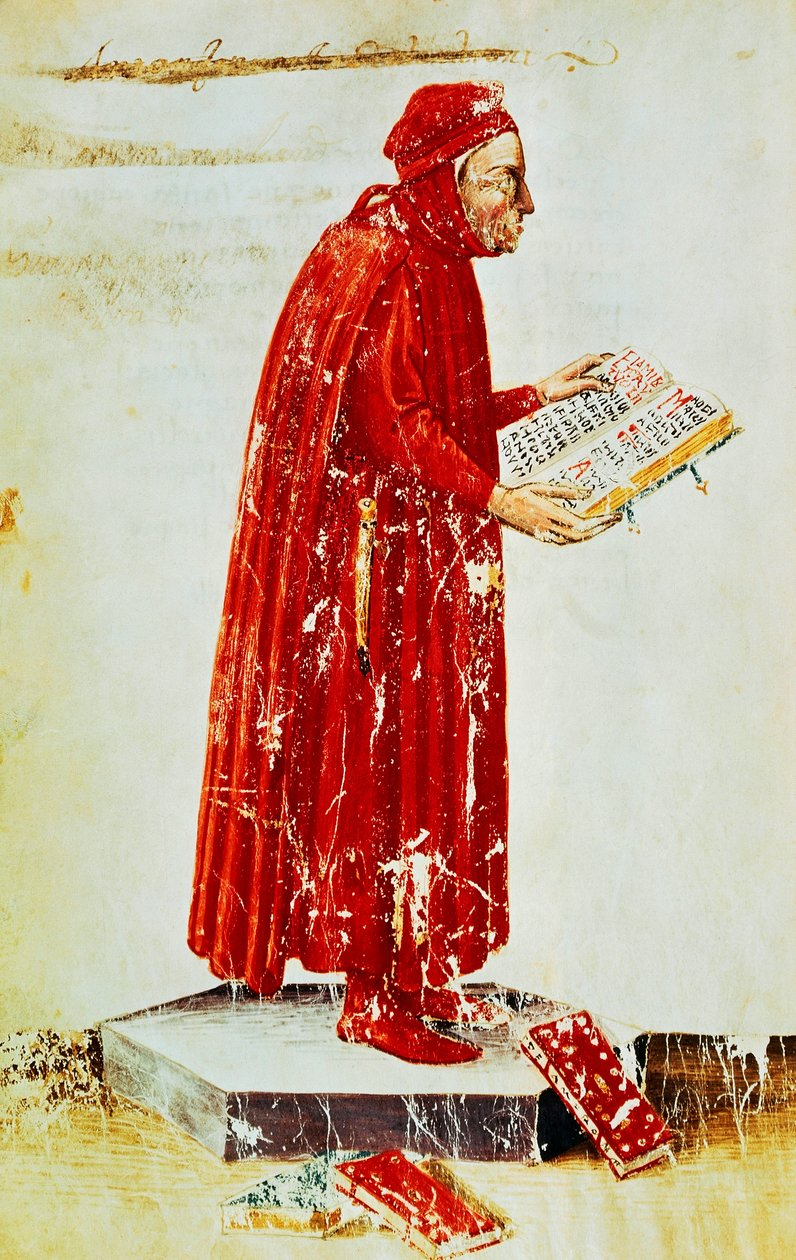
Coluccio Salutati
(Abbildung aus einem Codex der Biblioteca Laurenziana, Florenz)

Coluccio Salutati (auch Lino Coluccio di Pierio di Salutati; * 16. Februar 1331 in Stignano bei Buggiano im Valdinievole, zwischen Lucca und Pistoia; † 4. Mai 1406) war ein italienischer Humanist, Verwaltungsjurist und Politiker. Zwischen 1375 und 1406 war er Kanzler der Republik Florenz. Salutati galt bereits zu Lebtagen als einer der einflussreichsten Gelehrten in Italien.

## Leben
Salutati wurde nach dem Studium der Rechte in Bologna Notar. Nachdem seine Familie Bologna verlassen musste, wurde er wahrscheinlich 1367 Kanzler der Stadt Todi und schließlich in der gleichen Funktion 1371 von Lucca. Zwischenzeitlich wurde er Assistent Francesco Brunis, des Sekretärs von Papst Urban V. In diese Zeit fällt die kurze Bekanntschaft mit Francesco Petrarca, den Salutati zu einem Besuch am päpstlichen Hof zu überreden suchte. 1375 wurde Salutati zum Kanzler von Florenz gewählt, der einflussreichsten Position in der Republik Florenz; er bekleidete dieses Amt mehr als 30 Jahre bis zu seinem Tode im Jahr 1406.

## Politiker und Philosoph
Salutati war Politiker, in seiner Gesinnung verkörperte er den Freisinn des Bürgertums. Sein größter politischer Erfolg als Kanzler der Republik Florenz war die Rettung der Stadt vor der Eroberung durch Giangaleazzo Visconti von Mailand.
Er war in den Artes liberales und in der Philosophie des Mittelalters gebildet, durch die Beschäftigung mit den antiken Autoren wurde er jedoch zu einem überzeugten Humanisten. Schon zu seiner Zeit bezeichnete ihn Vergerio als den herausragendsten Autor in lateinischer Sprache. Salutati selbst war ein großer Bewunderer des italienischen Dichters und Geschichtsschreibers Petrarca und war für August Buck „der wichtigste Exponent der auf Petrarca folgenden Humanistengeneration“. Aus seinen Werken lässt sich seine Kenntnis der antiken Literatur und Philosophie – seine Bibliothek umfasste 800 Buchrollen – erschließen: Im Lateinischen sind es vor allem Vergils Aeneis und Cicero, griechische Autoren dagegen hat er eher aus Übersetzungen beigezogen als selbst gelesen. Wie die geringe Anzahl der Bezüge auf Homer und Platon zeigt, hat er Griechisch kaum beherrscht. Sein Philhellenismus brachte ihn jedoch dazu, in Florenz einen Lehrstuhl für griechische Sprache einzurichten, auf den er 1397 den Griechen Manuel Chrysoloras berief. Chrysoloras berühmtester Schüler sollte Leonardo Bruni werden, später selbst Kanzler von Florenz und Übersetzer Platons, Aristoteles’, Demokrits und Plutarchs.
Bedeutsam war Salutatis Wiederentdeckung von Ciceros Briefen Ad familiares, die das zeitgenössische Bild Ciceros erheblich veränderte. Als Bewunderer Petrarcas machte er sich um die Erhaltung und Veröffentlichung von dessen Werk Africa verdient.
In seinen philosophischen Bemühungen war Salutati noch weniger systematisch als Petrarca; in der Betonung ethischer Gesichtspunkte stimmt er mit den Humanisten des 14. Jahrhunderts überein. Bedeutsam für ihn ist die Erörterung des Verhältnisses von vita contemplativa und vita activa. Salutati lehnt die vita contemplativa nicht ab, aber er sieht ihre Grenzen im innerweltlichen Bereich: Volle Kontemplation Gottes ist für den Menschen erst im Jenseits möglich, im diesseitigen Leben muss gerade die vita activa im täglichen Umgang miteinander die ethische Lebensführung des Menschen befördern.
Salutati war ein an praktischer Politik orientierter Denker. Die Sorge um Familie und Freunde und um den Staat galt ihm als besonders gottgefällig. Ganz anders dagegen 60 Jahre später Marsilio Ficino, für den feststeht, dass Gott nur im Denken zu erreichen ist und dass der Mensch nur über diesen Weg zu Glück und Vollkommenheit gelangen kann.

## Schriften (Auswahl)
Die Schriften Salutatis sind weit gespannt. Sie umfassen politisch orientierte Werke sowie philosophische und literarisch allegorisierende Schriften. Von fundamentaler Bedeutung, um Einsicht in Meinungen und Handlungen Salutatis zu gewinnen, ist sein umfangreiches Briefcorpus (Epistolario), mit dem er sich in die Tradition berühmter antiker Epistolographen wie Cicero und Seneca, aber auch in die Nachfolge Petrarcas stellt.
- Epistolario
- Invectiva, 1403
- De saeculo et religione, 1381
- De fato, fortuna et casu, 1396–1399
- De nobilitate legum et medicinae, 1399 (Zum Vorrang der Rechtswissenschaften gegenüber der Medizin als juristische Antwort auf die von Bernhardinus Florentinus um 1390 im abendländischen Fakultätenstreit (Disputa delle arti[4]) publizierte Panegyrik Quaestio […], que scientiarum vel artium prefulget: an medicine an vel legis, die einen (ansonsten bis zur Überwindung des Gegensatzes durch Antonio de Ferraris umstrittenen[5]) Primat der Medizin postuliert hatte[6])
- De tyranno, 1400
- De laboribus Herculis, unvollendet

## Textausgaben und Übersetzungen
- Stefano U. Baldassarri, Rolf Bagemihl (Hrsg.): Coluccio Salutati: Political Writings. Harvard University Press, Cambridge (Massachusetts) 2014, ISBN 978-0-674-72867-7 (kritische Edition mit englischer Übersetzung)
- Teresa De Robertis u. a. (Hrsg.): De verecundia. Tractatus ex Epistola ad Lucilium prima. Mandragora, Firenze 2010, ISBN 978-88-7461-167-6 (kritische Edition mit italienischer Übersetzung)
- Eugenio Garin (Hrsg.): De nobilitate legum et medicinae. De verecundia. Florenz 1947.
- Concetta Bianca (Hrsg.): Coluccio Salutati: De fato et fortuna. Olschki, Firenze 1985, ISBN 88-222-3355-7 (kritische Edition)
- Tina Marshall, Ronald G. Witt (Hrsg.): Coluccio Sautati: On the World and Religious Life. Harvard University Press, Cambridge (Massachusetts) 2014, ISBN 978-0-674-05514-8 (Edition mit englischer Übersetzung)
- Peter Michael Schenkel (Hrsg.): Coluccio Salutati: Vom Vorrang der Jurisprudenz oder der Medizin. De nobilitate legum et medicinae. Fink, München 1990, ISBN 3-7705-2601-5 (Edition mit deutscher Übersetzung und Kommentar)
- Berthold Louis Ullman (Hrsg.): Colucii Salutatis De laboribus Herculis. Thesaurus Mundi, Zürich 1951 (kritische Edition)